# Rodiče to chtějí taky

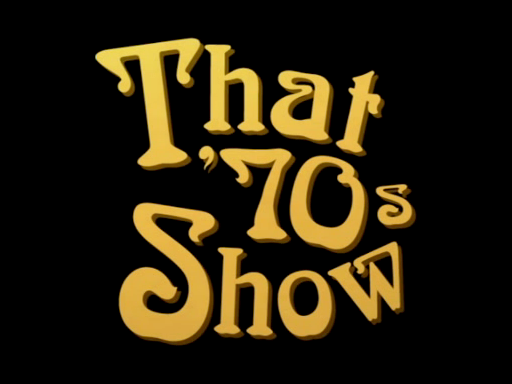

Rodiče to chtějí taky (v anglickém originále Water Tower) je 21. díl 1. série seriálu Zlatá sedmdesátá (celkově je to 21. díl). Poprvé byl v USA odvysílán 14. června 2000  na stanici Fox, v ČR měl premiéru v roce 2010 na stanici HBO. Jako v každém dílu seriálu zazněla ústřední píseň „Out The Street od Cheap Trick“, kterou zpívají teenageři v Ericově autě. Epizoda trvala 24 minut, režíroval ji David Trainer.

## Děj
Teenageři v noci namalovali na vodní věž marihuanu. Vypadalo to spíš jako by někdo ukazoval prostředníček. Kelso dostal za úkol, aby na listech udělal zoubky, aby to víc vypadalo jako konopný list. Kelso si stoupl na zábradlí a spadl dolů. Měl něco s rukou, tak jeli k Ericovy domů, aby mu to jeho matka Kitty ošetřila, protože je zdravotní sestra. Eric šel k rodičům do ložnice s domněním, že Kitty a Red spí a že tiše matku probudí, aby šla Kelsa ošetřit. Když se blížil k ložnici, slyšel uklidňující hudbu. Po otevření dveří viděl Kitty a Reda souložit. Od té doby z toho měl trauma, ale nikomu o tom neřekl.
Na druhý den večer seděl s Donnou v autě, líbali se a vypadalo to, že dojde k sexu. Eric měl však před očima stále představu, jak to dělají jeho rodiče a nemohl se s Donnou vyspat. Řekl jí, co viděl a ta mu pověděla, že v dětství zase viděla Boba a Midge, když souložili na houpací síti na dvorku. Do detailů vše popisovala, včetně toho, jak měl Bob otlačenou síť po celém těle.
U večere s rodiči s nimi Eric nemohl ani mluvit, když je viděl. Představoval si je u stolu, jak tam sedí nazí a bylo mu strašně trapně. Laurie poznala, že s ním něco děje a tak se ho v kuchyni zeptala, co se stalo. Eric se svěřil s tím, co se stalo a Laurie ho začala překvapivě objímat a utěšovat; v jiné situaci by si z něj utahovala. Rodičům to Laurie řekla a ti to Ericovy vysvětlili. Sice to Ericovi příliš nepomohlo, ale časem na to zapomněl.